# Galärvarvskyrkogården
Galärvarvskyrkogården är en begravningsplats som ligger inom Galärvarvet invid Vasamuseet på Djurgården i Stockholms kommun.

## Kyrkogården
På Galärkyrkogården finns ungefär 1 300 gravplatser på en yta av cirka 0,9 hektar. Området som även innehåller ett kapell med 15 sittplatser, en minneslund och en klockstapel omges av en kyrkogårdsmur. Murens borgliknande portal formgavs av arkitekt Fredrik Blom. Första begravningen ägde rum 1742. Ursprungligen var kyrkogården endast avsedd för flottans personal. Först från 1836 har fullständiga förteckningar över gravarna uppgjorts. Enligt dessa är 3 200 personer begravda här. Eftersom kyrkogården är nära 100 år äldre och även massbegravning förekommit, kan enligt amiralitetspastor Gustaf Brandt omkring 5 000 människor begravts här fram till 1969.
Gravliggarna upptar till exempel båtsmän, timmermän, gesäller, pistolsmeder, blockmakare, hornblåsare, skeppare, handelsmän, traktörer, menige, alla grader av befäl, bland annat ett trettiotal amiraler, några generaler och några statsråd, landshövdingar och präster. Förutom för Svenska flottans folk finns här gravplatser för andra med särskild relation till begravningsplatsen eller personer som främjat dess bestånd.
En minneslund har anlagts vid Galärvarvskyrkogården, i första hand för församlingsbor i Hedvig Eleonora församling och Oscars församling. Minneslunden invigdes 1995 av biskop Krister Stendahl. Kyrkogården utvidgades 1931 och en gång till 1962, då man även uppförde gravkoret.
År 1963 gravsattes kvarlevorna av tio män och två kvinnor som hittats på det bärgade vraket av skeppet Vasa. Den 28 september 1997 invigdes ett nationellt minnesmärke efter Estoniakatastrofen den 28 september 1994 när 852 personer miste livet (se Estoniamonumentet).
På kyrkogården finns även en minnessten över besättningen på den DC-3:a som sköts ner över Östersjön den 13 juni 1952 i den så kallade Catalinaaffären.

## Bilder

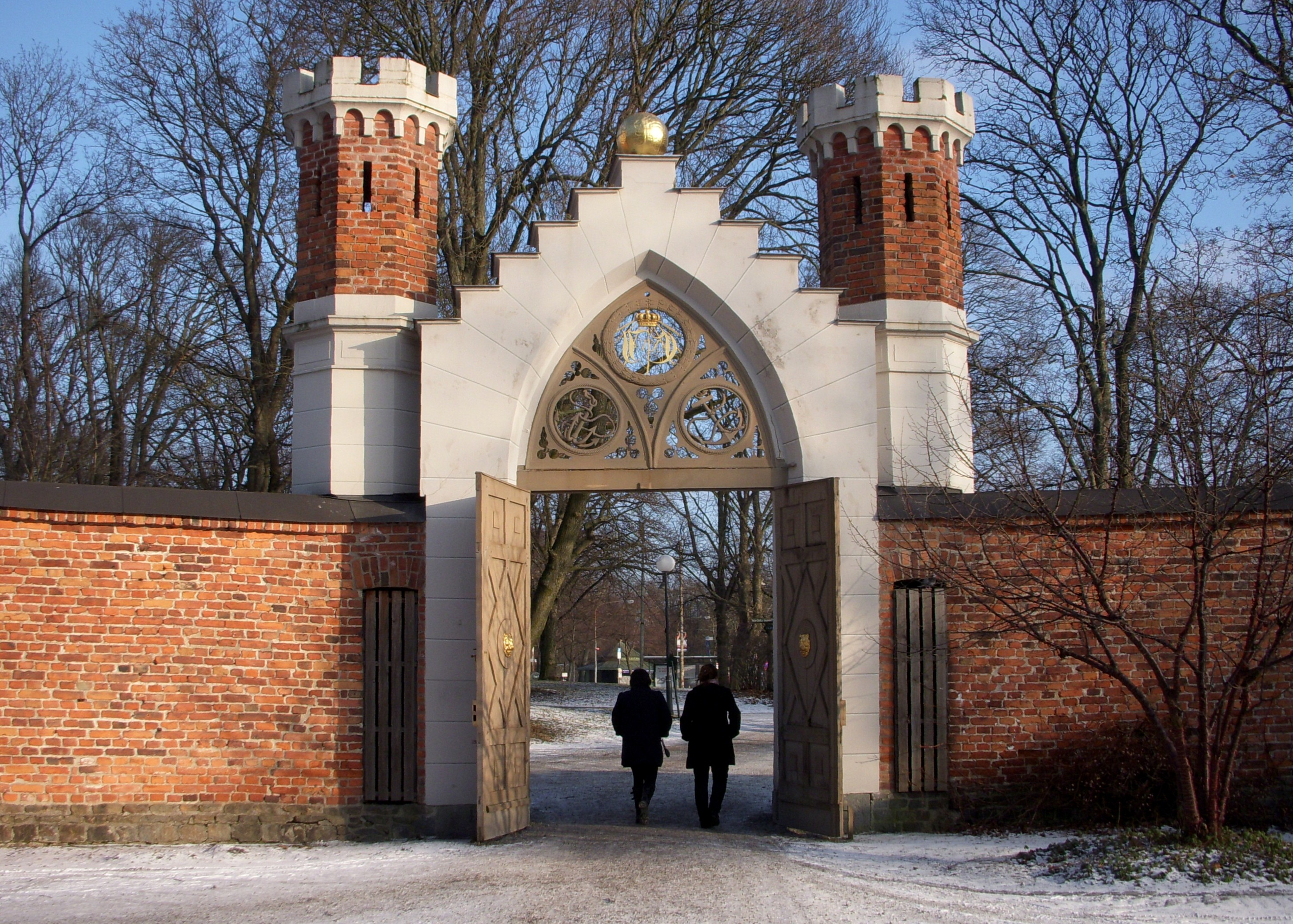
Portalen ritad av Fredrik Blom
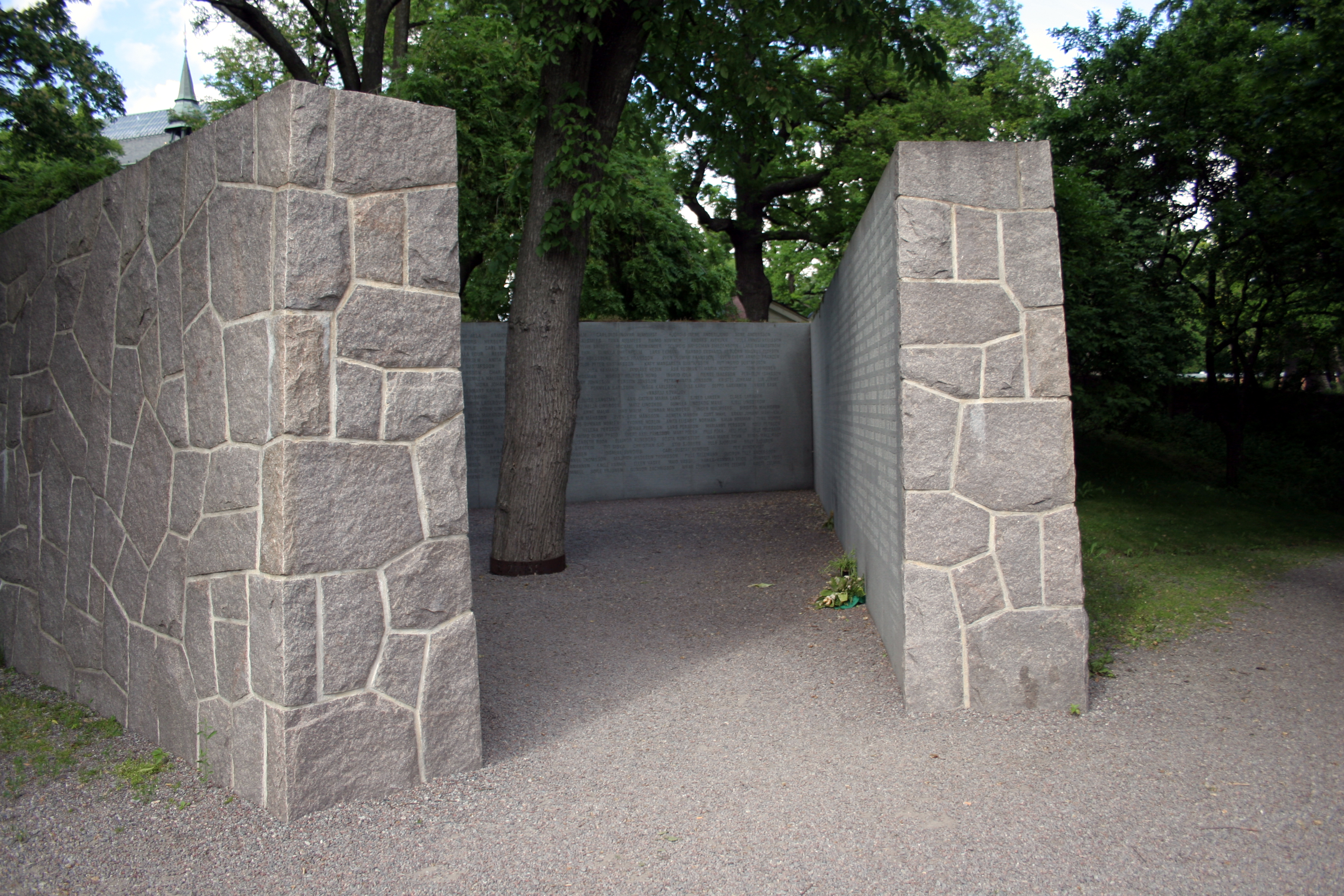
Estoniamonumentet
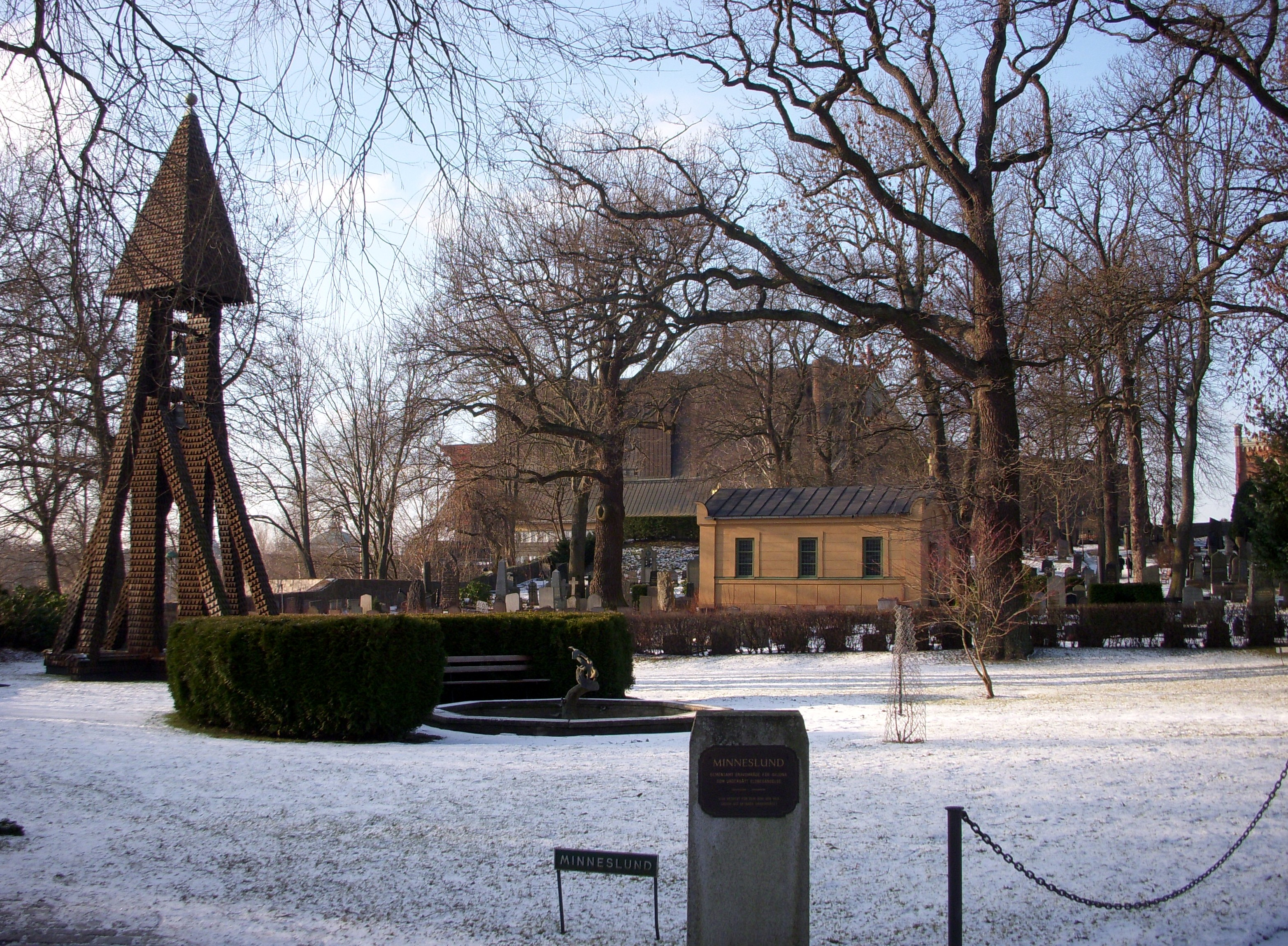
Klockstapeln
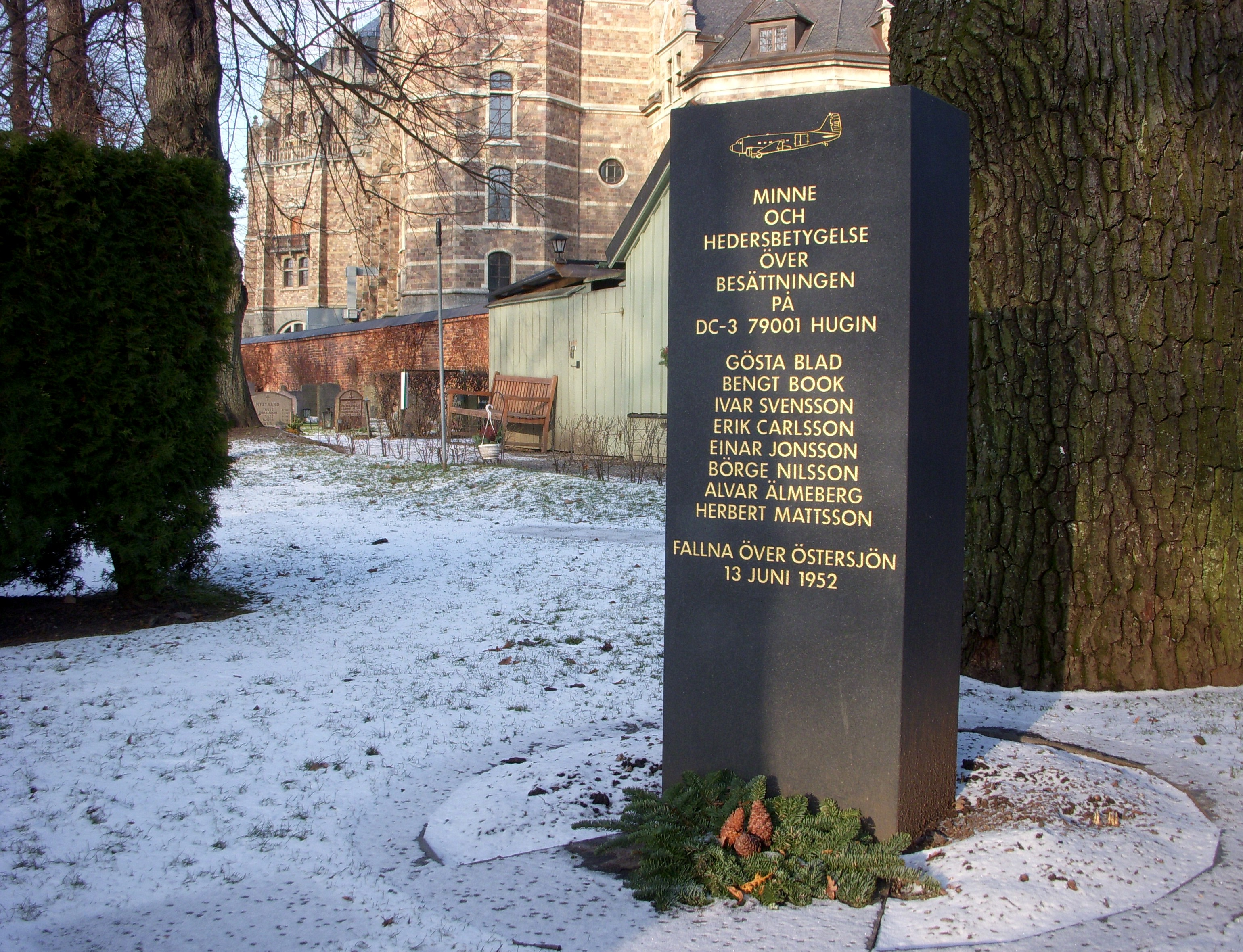
DC-3 minnessten

## Bemärkta personer begravda på Galärvarvskyrkogården (urval)

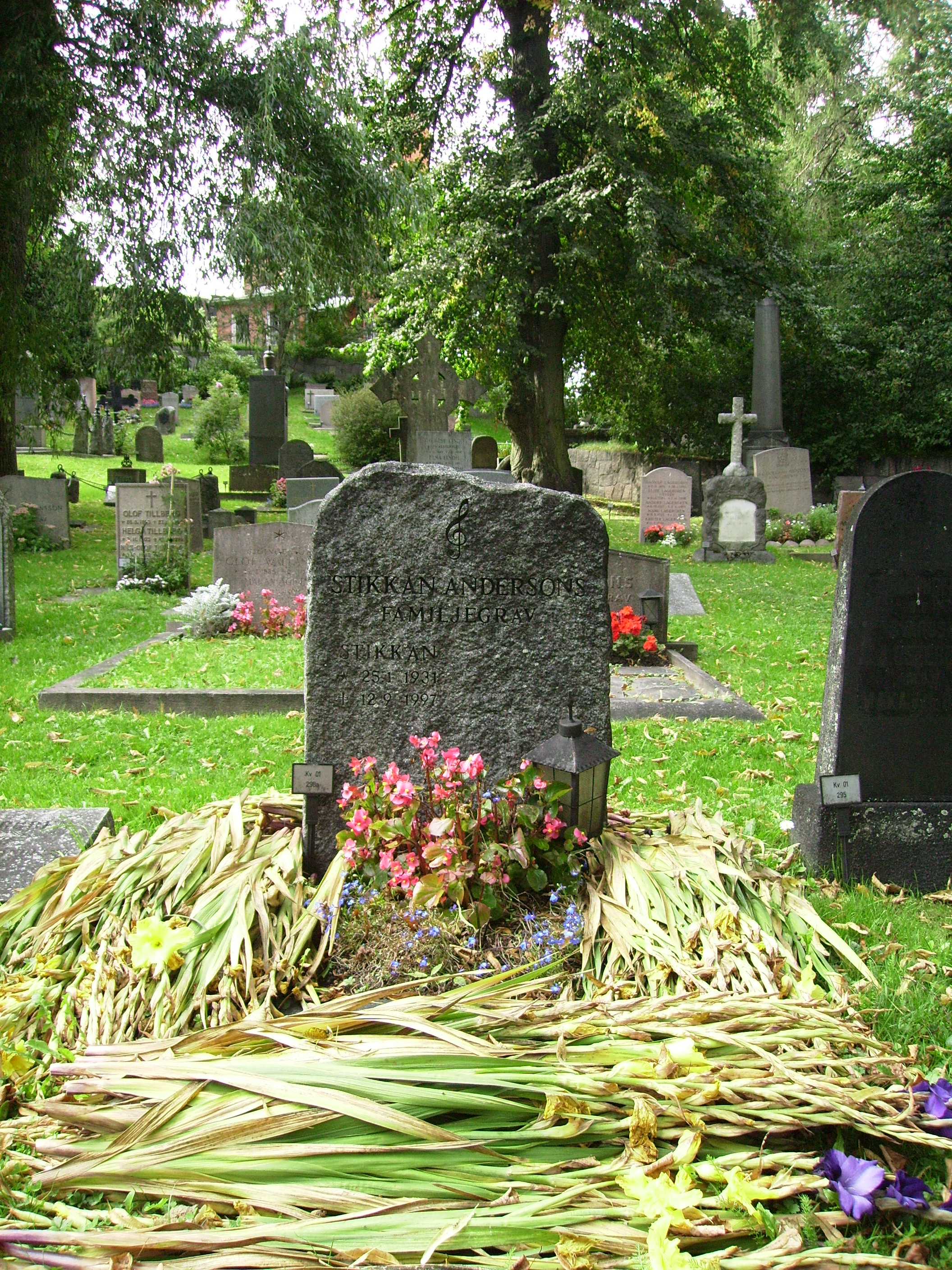
Stikkan Andersons gravvård.

- Ulla Akselson
- Lars Amble
- Bibi Andersson
- Stikkan Anderson
- Tor Berg
- Kaj Bonnier
- Tor Bonnier
- Pauline Brunius
- Gundi Busch
- Irma Christenson
- Gustaf Dyrssen
- Stig H:son Ericson
- Kent Finell
- Anders Franzén
- Nils Fredrik Frykholm
- Nicolai Gedda
- Viola Gråsten
- Helge Heilborn
- Erik Hägg
- Nils Jerring
- Gösta Lill-Lulle Johansson
- Hilma af Klint
- Margaretha Krook
- Ava de Lagercrantz
- Åke Lindemalm
- Gustaf Lindgren
- Martin Ljung
- Olle Nordemar
- Åke Ortmark
- Carl-Fredrik Palmstierna
- Sven Platzer
- Adolf Eugène von Rosen
- Karl Silfverberg
- Alf Sjöberg
- Ulla Sjöblom
- Vilgot Sjöman
- Bror Stefenson
- Olle Stenholm
- Tullia von Sydow
- Stig Synnergren
- Elisabeth Söderström
- Fabian Tamm
- Birgit Tengroth
- Anders Thunborg
- Agneta Uddenberg
- Bror Ludvig Ulrich
- Per Unckel
- Gunnar Unger
- Allan Vougt
- Annie Wegelius
- Anne Wibble
- Ivar Widner
- Bruno Wintzell
- Maj Ödman